# Germaine Rumovi
Germaine Rumovi (* 17. März 1903 in Iglau; † 24. Oktober 1967) war eine österreichische Schauspielerin.

## Leben
Germaine Rumovi studierte Schauspiel bei Armin Seydelmann an der Wiener Akademie für Musik und darstellende Kunst. Ihr erstes Engagement erhielt sie in Pilsen. Danach spielte sie in Bielitz und Reichenberg. In der Spielzeit 1926/27 war sie als „jugendliche Heroine und jugendliche Salondame“ Ensemblemitglied des Stadttheaters Klagenfurt. Anschließend wurde sie nach Mährisch-Ostrau und Linz sowie von der Österreichischen Länderbühne verpflichtet. Es folgte ein Engagement am Schauspielhaus in Graz, von wo aus Rumovi 1952 ans Tiroler Landestheater Innsbruck verpflichtet wurde, dessen Ensemblemitglied sie bis zu ihrer Pensionierung blieb. 1956 spielte sie eine Nebenrolle in der Heimatfilmkomödie Pulverschnee nach Übersee. Hinzu kam ihre Tätigkeit als Sprecherin in mehreren Hörspielen. Germaine Rumovi lebte zuletzt im Hilde-Wagener-Heim in Baden. Sie starb nach einer schweren Operation. 

## Filmografie (Auswahl)
- 1956: Pulverschnee nach Übersee